# Mióta távol vagy
A Mióta távol vagy (Since You Went Away)  1944-es amerikai fekete-fehér filmdráma. Rendezte John Cromwell, producere David O. Selznick. Kilenc Oscar-díjra jelölték, amelyből egyet megnyert a legjobb eredeti filmzene kategóriában.

## Cselekmény
|  | Alább a cselekmény részletei következnek! |

1943-ban járunk, a második világháború már öt éve tart. Anne Hilton (Claudette Colbert) két nagylányával él Amerikában, egy katonai bázis közelében. Anne férje, Tim, az amerikai hadseregben szolgál. Anne és lányai próbálják életüket Tim távolléte alatt egyenesben tartani, míg ételt osztanak és zöldségeket termesztenek (victory garden), ugyanis a katonáknak élelem kell. Befogadnak egy nyugalmazott ezredest, Smollettet (Monty Woolley). Fideliát (Hattie McDaniel), a szobalányt is el kell bocsátaniuk, aki ennek ellenére részidőben náluk marad.
A Hilton család útra kel, hogy láthassa a családapát, mielőtt kihajózik, azonban vonatjuknak meg kell várniuk, míg az utánpótlást szállító vonat elsőként elmegy, így lekésik a kihajózást. A vonaton több emberrel is találkoznak, akik életére rányomta pecsétjét a háború. Szomszédjuk, Emily Hawkins (Agnes Moorehead) panaszkodik a háború okozta fáradalmakról és kényelmetlen helyzetekről, ezért inkább inaktív szerepet választ magának, és olyan fáradságos munkát, mint az ételosztást, megtagadja.
A Hilton család két új vendéget kap látogatóba: Smollett ezredes unokáját, Bill Smollett tizedest (Robert Walker) és a család barátját, Tony Willett hadnagyot (Joseph Cotten). Bill belezúg Anne idősebb lányába, Jane-be (Jennifer Jones), akinek szívét Willett hadnagy dobogtatja meg, a hadnagy azonban már régóta szerelmes Jane édesanyjába, Anne-be. Miután Willett hadnagy távozik, Bill és Jane közelebb kerülnek egymáshoz, és eljegyzést kötnek. Bill meggyőzi Jane-t, hogy várjanak a házassággal a háború végéig. Billt tengerentúlra hívják, Jane pedig könnyek között rohan a távozó vonat után.
Jane elkötelezi magát a háború szolgálatáért, és önként jelentkezik nővérnek egy kórházba. Bill távozását azonban hamarost halálhíre követi, valamint megtudják, hogy a családfő, Tim Hilton eltűnt. Jane és Anne leszámolnak a zsörtölődő szomszédasszonnyal, Emily Hawkinsszal, Anne pedig elszántan tanul hegeszteni. Willett hadnagy tér vissza Anne-hez, hogy bevallja neki, hogy szereti, de Anne úgy érzi, hogy a hadnagy érzései nem őszinték. Eldöntik, hogy maradnak továbbra is barátok.
Karácsony szentestéjén Fidelia a fa alá rakja Tim Hilton ajándékait, amit a férfi korábban megvett arra az esetre, ha nem lenne a családjával, Anne pedig teljesen meghatódik. Nemsokára táviratot kap, hogy férje épségben van és hazatér, lányaival pedig boldogan borulnak össze.  
|  | Itt a vége a cselekmény részletezésének! |

## Szereplők
| Szerep                      | Színész           | Magyar hangja  |
| --------------------------- | ----------------- | -------------- |
| Anne Hilton                 | Claudette Colbert | Hámori Ildikó  |
| Jane Hilton                 | Jennifer Jones    | Kökényessy Ági |
| Tony Willett alparancsnok   | Joseph Cotten     | Ujréti László  |
| Brig Hilton                 | Shirley Temple    | Dögei Éva      |
| William G. Smollett ezredes | Monty Woolley     | Szabó Ottó     |
| Lelkész                     | Lionel Barrymore  | N/A            |
| II. Bill Smollett tizedes   | Robert Walker     | Háda János     |
| Fidelia                     | Hattie McDaniel   | Martin Márta   |
| Emily Hawkins               | Agnes Moorehead   | Kocsis Mariann |
| Mr. Mahoney                 | Lloyd Corrigan    | Horkai János   |
| Zofia Koslowska             | Alla Nazimova     | N/A            |
| Dr. Sigmund Gottlieb Golden | Albert Bassermann | N/A            |

További magyar hangok: Czigány Judit és Németh Gábor
Érdekesség, hogy a családfő, Tim Hilton egyszer sem jelenik meg személyesen a filmben. Készültek jelenetek a szerepben Neil Hamiltonnal, de végül kivágták őket.

## Háttértörténet
Az Elfújta a szél és A Manderley-ház asszonya sikere után Selznick újabb ötletet keresett, hogy a kétszeres Oscar-sorozatot bővíteni tudja. Így bukkant rá Margaret Buell Wilder könyvére, és megkérte az írónőt, hogy készítsen belőle forgatókönyvet, majd hazaküldte, mert úgy érezte, őmaga ennél sokkal jobbat tud.
A főszerepre Katharine Cornell jelentkezett, azonban Selznick Claudette Colbert-t választotta, aki nem riadt vissza attól, hogy középkorú asszonyt kell megformálnia, akinek tizenhat éves lánya is van. Selznick maximalista lévén elhatározta, hogy nagy nevekkel szélesíti a repertoárt, ezért még a legkisebb szerepekre is kiváló színészeket kért fel, mint Lionel Barrymore, Hattie McDaniel, Agnes Moorehead, Monty Woolley és Alla Nazimova.
Colbert két lányát a népszerű gyerekszínész, Shirley Temple és Jennifer Jones, Selznick pártfogoltja játszotta. Jones éppen csak befejezte a Bernadette forgatását, mikor Selznick már karrierjének további pontját csiszolgatta. Jonesnak el kellett titkolnia, hogy házas, mikor a Bernadette-et vetítették, Selznick pedig úgy gondolta, a nyilvánosság jól reagálna, ha a színésznő szintén színész párjával mutatkozna a képernyőn. A dolgok azonban más irányt vettek, és a szigorú munkaügyi kapcsolat románcba csapott át Selznick és Jones között, így mikor Jones a férjével a szerelmes jeleneteket forgatta, addigra már elhidegültek egymástól, az Oscar-díjátadó után pedig válásukat is bejelentették.
Selznick fontolóra vette, hogy a rendezői széket is elfoglalja a filmhez, de erről lebeszélték tekintve, hogy még a forgatókönyv sem volt teljes. Selznick John Cromwellt választotta, aki a Zenda foglyát is rendezte.

## Kritika
A Mióta távol vagy 75%-os minősítést ért el a Rotten Tomatoeson nyolc értékelés alapján. A kritika vegyes véleményt alkotott: „Értékeltem, hogy a film hossza eléri a három órát. Volt időm megismerni és egy kicsit megszeretni a karaktereket.” – mondta Michael W. Phillips. „Kiváló háborús filmdráma ragyogó szerepgárdával.” – írta Ken Hanke kritikus. A New York Times dicséri Selznick aprólékos filmfelépítését, de nem mulasztja el, hogy rámutasson a részletek hiányosságaira: „A családnak mint ismeretes meg kell élnie, pénzszűkében vannak. Mégis, a lakásuk fényűző villának hat, az asszonyoknak pedig kimeríthetetlen a ruhatáruk.”
Habár a film az Elfújta a szél és A Manderley-ház asszonya sikereit volt hivatott pallérozni, csak egyetlenegy Oscar-díjat szerzett meg legjobb eredeti filmzene kategóriában.

## Díjak és jelölések
| Év                  | Díj       | Kategória                    | Eredmény |
| ------------------- | --------- | ---------------------------- | -------- |
| 1945 17. Oscar-gála | Oscar-díj | Legjobb film                 | Jelölve  |
| 1945 17. Oscar-gála | Oscar-díj | Legjobb női főszereplő       | Jelölve  |
| 1945 17. Oscar-gála | Oscar-díj | Legjobb férfi mellékszereplő | Jelölve  |
| 1945 17. Oscar-gála | Oscar-díj | Legjobb női mellékszereplő   | Jelölve  |
| 1945 17. Oscar-gála | Oscar-díj | Legjobb operatőr             | Jelölve  |
| 1945 17. Oscar-gála | Oscar-díj | Legjobb díszlet              | Jelölve  |
| 1945 17. Oscar-gála | Oscar-díj | Legjobb vágás                | Jelölve  |
| 1945 17. Oscar-gála | Oscar-díj | Legjobb eredeti filmzene     | Elnyerte |
| 1945 17. Oscar-gála | Oscar-díj | Legjobb vizuális effektusok  | Jelölve  |